# تینچلیک (فرغانه)
تینچلیک (به ازبکی: Tinchlik) یک منطقهٔ مسکونی در ازبکستان است که در شهرستان التیارق واقع شده‌است. تینچلیک ۱۳٬۴۷۰ نفر جمعیت دارد.